# 東奥義塾高等学校
東奥義塾高等学校（とうおうぎじゅくこうとうがっこう）は、青森県弘前市大字石川字長者森にあるキリスト教（プロテスタント）系の私立高等学校。通称は「義塾」。

## 沿革

### 略歴

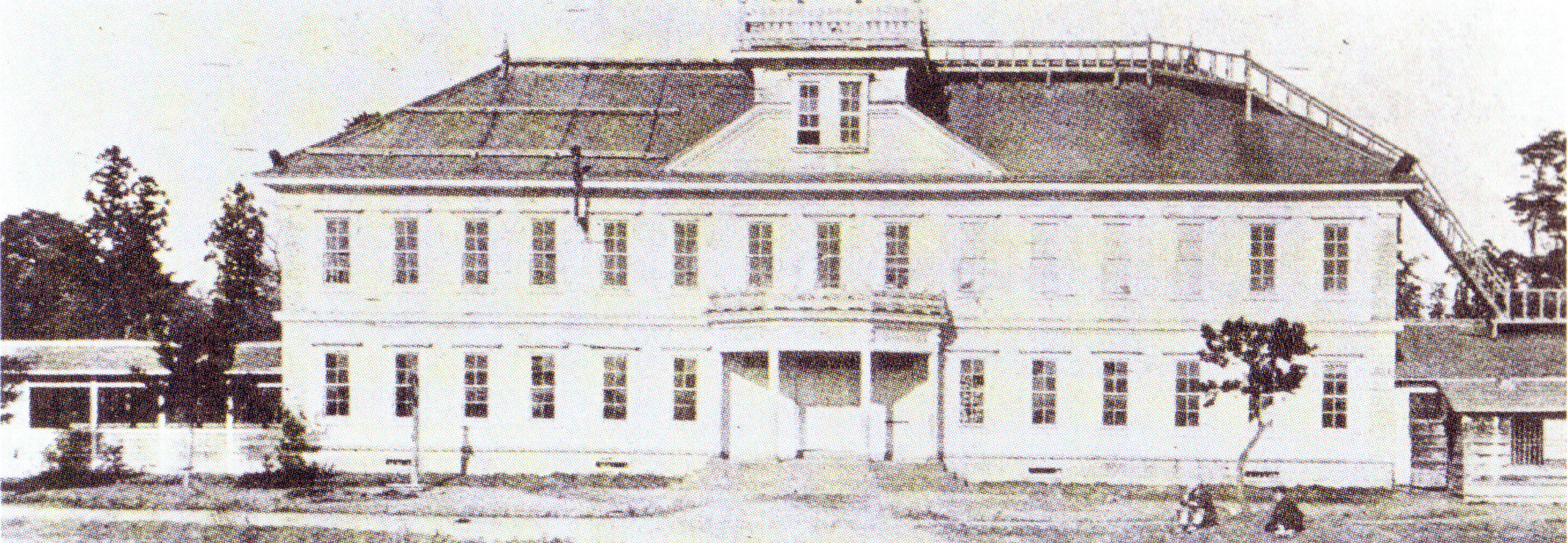
三代目校舎、1890年。

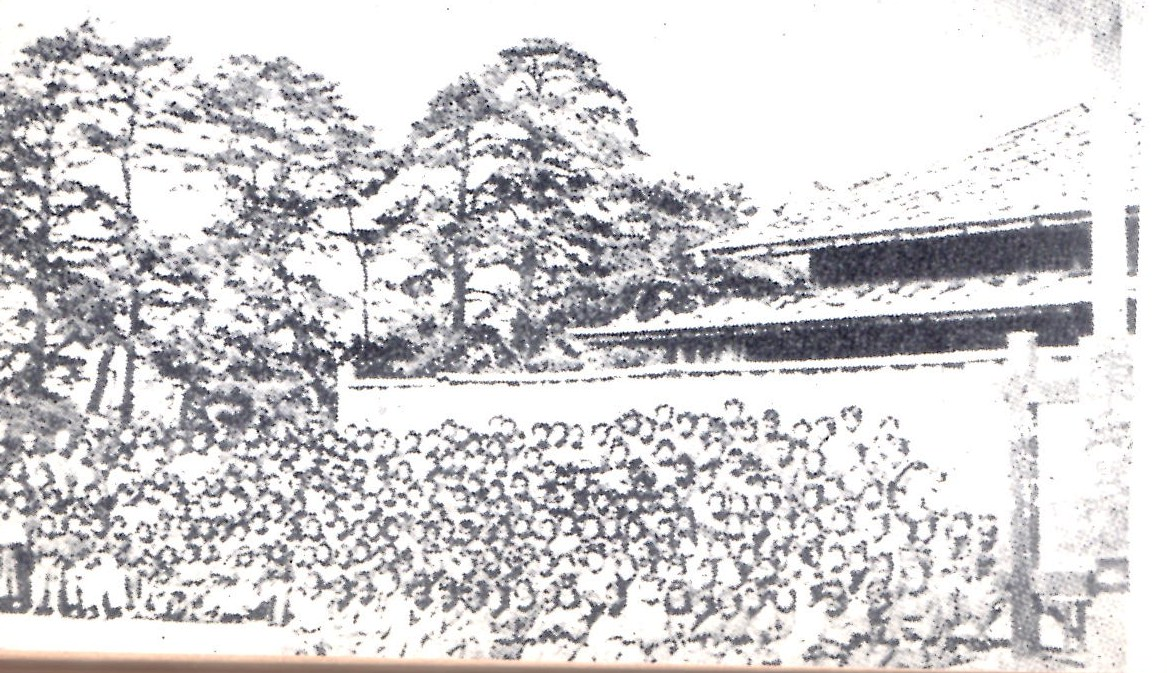
明治9年頃の校舎と生徒の集合写真

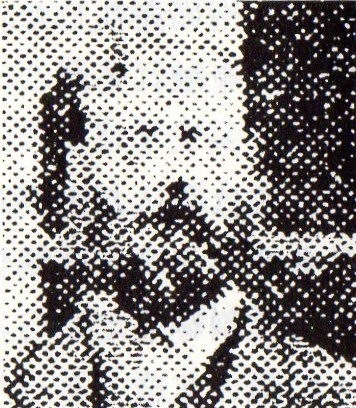
初のアメリカ人教師チャールズ・ウォルフ

弘前藩の藩校稽古館は、1872年（明治5年）5月、弘前漢英学校へと引き継がれたが、同年8月の学校制度改革により、廃止となった。このため、旧藩主である津軽承昭による財政的援助のもと、菊池九郎が創立者となり、旧藩校の教師、施設、教科書などがほぼ引き継がれる形で、同年11月、弘前漢英学校が開学した。まもなく菊池が学んだ慶應義塾にならって東奥義塾と名付ける。
1874年（明治7年）、英語教師として東奥義塾に来ていたジョン・イングの母校であるアズベリー大学に塾生5名を派遣。当初から高い給与で外国人教師を雇い、アメリカの教科書を使用していたため、1878年（明治11年）の『日本奥地紀行』の著者イザベラ・バードにカレッジと言われた。現に東奥義塾出身者5名が1877年（明治10年）に初めてアメリカに留学しているが、すぐに現地の大学に進学できるなど、現地の学生にひけをとらなかったとされている。
しかしながら、外国人教師はいずれも伝道者であり、伝道による宣教効果が上がるにつれ、また、本多庸一塾長などによる自由民権運動が活発化するにつれて、風あたりが強くなり、1882年（明治15年）末には旧藩主からの財政支援も途絶えることとなった。財政難から1901年（明治34年）3月末、弘前市へ移管されたものの、1910年（明治43年）、県立工業学校（現・青森県立弘前工業高等学校）の弘前設置（校舎は東奥義塾を転用）と引き替えに廃校することとなり、それまで県へ移管することとなった。県立工業学校開校に伴い、県立弘前中学校東奥義塾は1914年（大正3年）3月に廃校となった。その後、米国メソジスト・ミッション（伝道教会）と東奥義塾再興を願う地元関係者の働きで、塾長に笹森順造を迎え、1922年（大正11年）に再興となった。

### 年表
- 1796年（寛政8年）7月9日 - 9代目弘前藩藩主津軽寧親、藩校稽古館を下白銀町2に創設。
- 1872年（明治5年）5月 - 旧弘前藩学校を引き継ぎ、弘前漢英学校設立。
- 1872年（明治5年） - 公学校廃止の文部省布達に伴い、私立学校東奥義塾が新たに創設（11月27日）。
- 1873年（明治6年）  - 本多庸一初代塾長となる。東北地方で初のアメリカ人英学教師チャールズ・ウォルフが就任。
- 1874年（明治7年） - 菊池九郎の要請でジョン・イングが英語教師として就任。
- 1897年（明治30年）- 杉山壽之進（弘前藩家老杉山成知の長男。元塾生。杉山家は石田三成の子孫。）教頭となり、同年末に塾長となる。以降一旦廃校まで杉山が塾長。
- 1901年（明治34年） - 弘前市立弘前中学校東奥義塾となる（財政難のため）。
- 1910年（明治43年） - 青森県立弘前中学校東奥義塾となる。
- 1913年（大正2年） - 廃校となる。
- 1922年（大正11年） - 杉山壽之進らの運動により、ジョン・ウェスレー宣教100年を記念して米国メソジスト教会とその関係者の協力により私立校として再興。笹森順造、再興初代塾長に就任。
- 1923年（大正12年） - 制服をダブルの黒背広とし、ネクタイを学年ごとの色別とする。
- 1947年（昭和22年） - 新学制により新制高等学校及び中学校併設となり男女共学となる。
- 1972年（昭和47年） - 開学100周年記念式典挙行。
- 1980年（昭和55年） - 特別進学コース開設。
- 1985年（昭和60年） - 建学の精神に使われてきた"敬神愛人"を正式に校訓と定める。
- 1986年（昭和61年） - 校舎移転新築工事起工式挙行。
- 1987年（昭和62年） - 石川字長者森に新校舎落成し、下白銀町から移転。
- 1988年（昭和63年） - 新制服をシングルタイプのブレザーに制定。新校舎献堂式挙行。
- 1990年（平成2年） - パイプオルガン（ドイツ カール・シュッケ社製）献納式挙行。
- 1991年（平成3年） - 教育研修会館竣工献堂式挙行。
- 1992年（平成4年） - 開学120周年記念式典挙行。
- 1993年（平成5年） - 就職希望者減少のため、単独であった就職コースが廃止。
- 1997年（平成9年） - 男女共学復活。男子の制服新装。
- 1999年（平成11年） - 新総合体育館竣工。
- 2002年（平成14年）1月29日 - 東奥義塾理事長を務めた田沢吉郎の死去により、追悼礼拝が行われる。木村守男青森県知事（当時）も参列。
- 2002年（平成14年） - 開学130周年記念式典挙行。

## 学科
- 全日制
  - 普通科
    - CⅠコース（正式にはC1の1はローマ数字で表記される。またの名を「特別進学コース」。2・3年次は理系コース、文系コースにわかれる）
    - CⅡコース（正式にはC2の2はローマ数字で表記される。またの名を「進学コース、グローバル人材育成コース」。2・3年次は理系コース、文系コースにわかれる）
    - Bコース(総合コース、国際教養コース)
    - 就職コース（昭和63年の校舎移転後から大学などの上級学校進学希望者が増加し、就職希望者が減少したため、平成5年に廃止）

## 著名な出身者

### 政治・思想
- 珍田捨巳 - 外務次官、駐米大使、侍従長、牧師
- 佐藤愛麿 - 牧師、外交官、宮中顧問官
- 陸羯南 - ジャーナリスト
- 伊東重 - 青森県医師会会長、弘前市長、衆議院議員
- 柴四郎 - 政治家、小説家
- 山田良政 - 革命運動家
- 山田純三郎 - 革命運動家、山田良政の弟
- 中田重治 - ホーリネス教会の創設者
- 木村守男 - 元青森県知事
- 田沢吉郎 - 元衆議院議員、元東奥義塾理事長
- 関和典 - 元西目屋村長

### 教育
- 一戸兵衛 - 軍人、教育総監、学習院院長
- 木村繁 - 作曲家、元青森中央短期大学学長
- 岩川友太郎 - 動物学者
- 畑井新喜司 - 動物学者
- 一戸直蔵 - 天文学者、ジャーナリスト

### スポーツ
- 古川純一 –オリンピック選手（スキー）
- 十三ノ浦金四郎 - 大相撲力士
- 三ヶ田礼一 - スキーノルディック複合選手
- 木村公宣 - 元アルペンスキー選手
- 原崎政人 - 元プロサッカー選手（ベルマーレ平塚・大宮アルディージャ・ベガルタ仙台）
- 中村有 - 元プロサッカー選手（ベルマーレ平塚）
- 中田歩夢 - プロ野球選手（読売ジャイアンツ）
- 佐東伸哉 - プロ総合格闘家

### 文化
- 佐藤紅緑 - 作家、俳人、サトウハチローの父　※中退、青森県尋常中学校へ転校
- 今官一 - 作家
- サイトウナオキ - お笑い芸人（ゾフィー）
- 佐藤生朗 - 音楽家
- 鎌田紗綾 - アナウンサー（元富山テレビ）

## 交通
- 弘南鉄道大鰐線義塾高校前駅より徒歩3分
- JR奥羽本線石川駅より徒歩10分
- 弘南バス三本柳 - いわき荘経由 - 義塾高校線・桜ヶ丘 - 枡形経由 - 義塾高校線